# Талита Северная
Йота Большой Медведицы (ι UMa / ι Ursae Majoris / ι Большой Медведицы) — является звёздной системой в созвездии Большая Медведица. Система расположена на расстоянии приблизительно 47.7 световых лет от Земли. У системы есть собственные названия: древнее — Талита Северная («Третья Северная») и новое — Днокес (от анг. Dnoces, Second, прочитанного справа налево — то есть, «Вторая»; шуточное имя было дано астронавтами НАСА во время навигационной подготовки по звёздам, но вошло в астрономическую практику).
Система Йота Большой Медведицы состоит из двух двойных звёзд. Самый яркий компонент, Йота Большой Медведицы A, является белым субгигантом A-типа. Это — оптически-двойные звезды с орбитальным периодом в 4028 дней.
Сопутствующая пара звёзд: 9-й величины Йота Большой Медведицы B и 10-й величины Йота Большой Медведицы C. Эти две звезды вращаются друг вокруг друга с периодом в 39.7 лет, и отделены примерно на расстояние в 0.7 угловых секунд.